# Criophthona leucodetis
Criophthona leucodetis là một loài bướm đêm trong họ Crambidae.